# Carl Sagan
Carl Edward Sagan (9. listopadu 1934 Brooklyn – 20. prosince 1996 Seattle) byl americký astronom, spisovatel, astrofyzik a popularizátor astronomie, astrofyziky a dalších přírodních věd. Během svého života napsal více než 600 vědeckých prací a článků a byl autorem, spoluautorem nebo editorem více než 20 knih. Byl zastáncem skeptického nadhledu a podporoval projekt hledání mimozemské inteligence s označením SETI.
Proslul díky popularizačním knihám a oceněnou televizní sérii Cosmos: Cesta do neznáma z roku 1980, kde se angažoval jako scenárista a průvodce. K této sérii vyšla stejnojmenná kniha. Napsal také knihu Kontakt, na jejímž základě byl v roce 1997 natočen stejnojmenný film.

## Vzdělání a vědecká kariéra
Narodil se v newyorském Brooklynu do ruské židovské rodiny. Otec Sam Sagan, ruský imigrant, byl pracovníkem oděvního závodu a matka Rachel Molly Gruberová ženou v domácnosti. Byl pojmenován na počest Racheliny biologické matky, Chaiy Clary, slovy Sagana „matky, kterou nikdy nepoznala“. V roce 1951 dokončil Rahway High School v Rahway ve státě New Jersey. Poté studoval na Chicagské univerzitě, kde byl členem Ryersonova astronomického spolku a kde obdržel dva bakalářské a jeden magisterský diplom (1954, 1955 a 1956), posléze i doktorát (Ph.D., 1960) v astronomii a astrofyzice. Během studií docházel do laboratoře genetika H. J. Mullera. V období 1960–1962 získal prestižní Millerovo stipendium na Kalifornské univerzitě v Berkeley. V období 1962–1968 pracoval na observatoři Smithsonova institutu v Cambridge.
Přednášel a věnoval se výzkumu na Harvardově univerzitě až do roku 1968, kdy přesídlil na Cornellovu univerzitu v New Yorku. Tam byl jmenován profesorem v roce 1971 a zde též řídil Laboratoř planetárního výzkumu a působil v období 1972–1981 jako hostující ředitel Centra vesmírného výzkumu a fyziky radiových vln.
Již od počátku pracoval v americkém kosmickém programu. Od 50. let 20. století byl poradcem v NASA, jedním z jeho úkolů bylo instruovat astronauty programu Apollo před odletem na Měsíc. Podílel se na sestavování experimentů pro robotické mise, které prozkoumávaly Sluneční soustavu. Navrhl umístit univerzální, pevně zakódované poselství na sondy cestující mimo sluneční soustavu tak, aby mu případné mimozemské bytosti porozuměly. Navrhl pozlacenou plaketu na sondě Pioneer 10, která byla vypuštěna v roce 1972. Stejná plaketa byla umístěna na sondu Pioneer 11, která byla vypuštěna o rok později. Daleko modernější poselství, na jehož zrodu a realizaci se podílel, byla Zlatá deska Voyageru nacházející se na sondách Voyager vypuštěných v roce 1977. Často zpochybňoval rozhodnutí financovat vývoj raketoplánu a kosmické stanice na úkor dalších robotických misí.
Vyučoval kritické myšlení na Cornellové univerzitě až do své smrti v roce 1996, kdy dostal zápal plic několik týdnů poté, co se dozvěděl, že u něj nastala remise myelodysplastického syndromu.

## Vědecký přínos
Jeho výsledky měly zásadní význam při objevu vysokých teplot na povrchu planety Venuše. V 60. letech 20. století panovala nejistota ohledně podmínek na povrchu této planety. Svoji domněnku nastínil ve zprávě, jež se později stala součástí knihy Planets nakladatelství Time-Life. Jeho domněnkou bylo, že na Venuši je sucho a horko, což bylo v kontrastu s tehdejší představou o Venuši jako rajské zahradě. Analyzoval rádiové záření Venuše a došel k závěru, že na povrchu panuje teplota 500 °C. Jako navštěvující vědec v NASA JPL (divize NASA zabývající se vývojem sond a letounů amerického kosmického programu) se podílel na prvních misích k Venuši v rámci programu Mariner, konkrétně pak na návrhu a řízení projektu. Mariner 2 v roce 1962 potvrdil jeho závěry o podmínkách na povrchu Venuše.
Byl jedním z prvních, kteří vyslovili hypotézu o výskytu tekutých oceánů na povrchu Saturnova měsíce Titanu a podzemních oceánů vody na Jupiterově měsíci Europě. Pro Europu by to znamenalo, že je potenciálně obyvatelnou. Oceán na Europě byl později nepřímo potvrzen sondou Galileo. Napomohl také rozluštit záhadu rudého závoje v atmosféře Titanu. Poukázal na to, že jde o neustávající déšť komplexních organických molekul, jež dopadá na povrch tohoto měsíce.
Další příspěvky se týkaly atmosféry Venuše a Jupiteru a ročních období planety Mars. Popsal atmosféru Venuše jako extrémně horkou s atmosférickým tlakem stoupajícím směrem k povrchu planety. Globální oteplování považoval za eskalující hrozbu způsobenou člověkem a přirovnal ho k vývoji Venuše, která se v průběhu své existence proměnila ve žhavou planetu díky silnému skleníkovému efektu. Spolu s Edwinem Ernestem Salpeterem z Cornellovy univerzity spekulovali o možné existenci života v mracích Jupiteru, jehož atmosféra je bohatá na organické sloučeniny. Studoval barevné odlišnosti na povrchu Marsu a usoudil, že jde o pohyb prachu způsobený prachovými bouřemi, nikoliv sezónními změnami nebo změnami vegetace, jak se ostatní domnívali.
Především je však znám svým zkoumáním možností pro mimozemský život, kdy mimo jiné demonstroval přeměnu základních chemikálií v aminokyseliny ozářením.
V roce 1994 se stal nositelem Řádu za popularizaci vědy (Public Welfare Medal), nejvyšší ocenění Americké akademie věd za „významný přínos v aplikaci a popularizaci vědy“.

## Jako advokát vědy

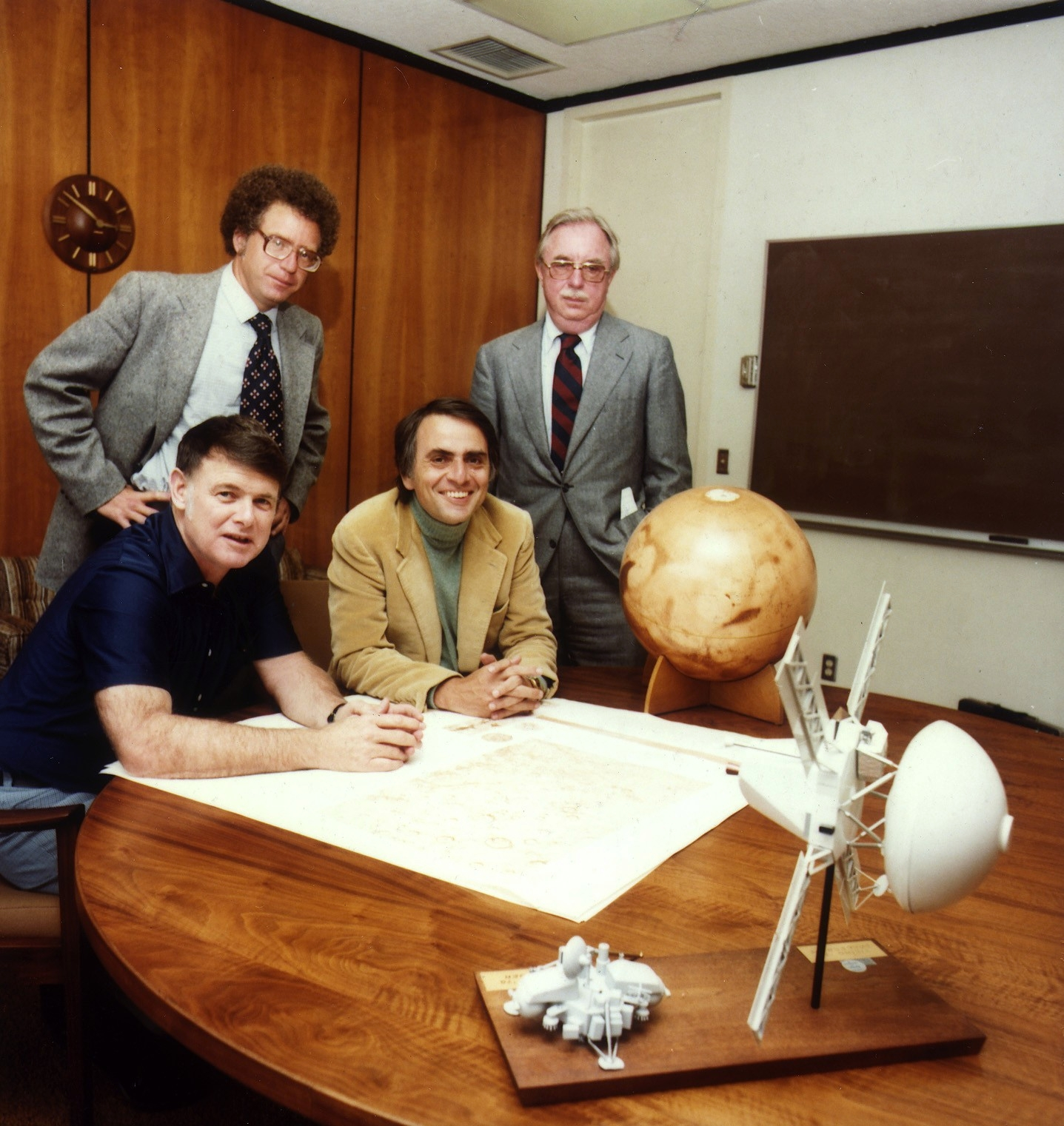
Zakládající členové Planetary Society, organizace podporující popularizaci průzkumu vesmíru. Carl Sagan na obrázku druhý zprava.

Oplýval vynikajícími vyjadřovacími schopnostmi umožňujícími mnohým lépe porozumět vesmíru. Zároveň zdůrazňoval hodnotu lidské rasy a relativní nicotu Země vůči celému vesmíru. V roce 1977 uvedl sérii přednášek The Planets v rámci cyklu Christmas Lectures na britské Královské instituci v Londýně. Uváděl americký televizní seriál Cosmos: Cesta do neznáma, jehož byl spoluautorem a spoluproducentem. Tento třináctidílný cyklus byl založen na britské dokumentární sérii The Ascent of Man s Jacobem Bronowskim.
Byl zastáncem hledání mimozemského života. Pobízel vědeckou komunitu k naslouchání rádiovým signálům, které by mohly pocházet od inteligentních forem života. Dosáhl toho, že v roce 1982 americký vědecký časopis Science otiskl petici na podporu projektu SETI, pod kterou se podepsalo 70 vědců včetně sedmi nositelů Nobelovy ceny. To způsobilo převrat v respektovanosti tohoto kontroverzního odvětví. Sagan také pomáhal Franku Drakeovi sepsat Arecibské poselství, vyslané ve formě rádiové zprávy obřím radioteleskopem observatoře Arecibo 16. listopadu 1974 za účelem informování mimozemšťanů o existenci Země.
Po dvanáct let byl vědeckým ředitelem časopisu Icarus zabývajícího se planetárním výzkumem. Byl jedním ze zakladatelů Planetary Society, celosvětově největšího spolku pro lidi se zájmem o vesmír (více než 100 000 členů z více než 149 zemí světa) a členem správní rady Institutu SETI, což je nevládní organizace zabývající se výzkumem a hledáním mimozemského života. Mimoto byl Sagan předsedou divize planetárního výzkumu Americké astronomické společnosti, prezidentem divize planetologie svazu American Geophysical Union a předsedou astronomické divize Americké asociace pro rozvoj vědy.
V průběhu studené války se podílel na šíření osvěty o možných dopadech jaderné války v návaznosti na matematický model, který poukázal na vychýlení křehké rovnováhy života na Zemi, pokud by došlo k jadernému konfliktu. Tento model posloužil jako základ tzv. zprávy TTAPS, jejímž byl spoluautorem („S“ ve zkratce TTAPS). Také se podílel na knize A Path Where No Man Thought: Nuclear Winter and the End of the Arms Race, která se podrobně věnuje tématu nukleární zimy.
Seriál Cosmos se zaobíral mnoha tématy, jako například vznik života a naše místo ve vesmíru. Poprvé ho odvysílala v roce 1980 americká veřejnoprávní televize PBS a rok nato získal 3 ceny Emmy a cenu Peabody Award. Od té doby ho zhlédlo přes 500 milionu lidí z více než 60 zemí světa, čímž se zapsal jako historicky nejsledovanější pořad televize PBS.
Popularizoval vědu také prostřednictvím knih. Napsal knihu Cosmos, kde se vrací k některým z témat seriálu Cesta do neznáma, a která se stala nejprodávanější vědeckou knihou vydanou v angličtině; knihu Draci z ráje: Úvahy o vývoji lidské inteligence, která dostala Pulitzerovu cenu; a knihu Broca's Brain: Reflections on the Romance of Science. Sagan také napsal úspěšný sci-fi román Kontakt, jehož filmové adaptace oceněné cenou Hugo s Jodie Fosterovou v hlavní roli se Sagan nedožil.

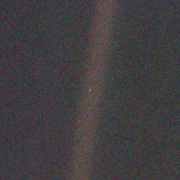
Bledě modrá tečka: Ze vzdálenosti 6 miliard kilometrů (až za Plutem) vypadá Země z pohledu sondy Voyager 1 jako svítící špendlíková hlavička. NASA tuto fotografii pořídila na Saganovo doporučení.

 Na Cosmos Sagan navázal knihou Pale Blue Dot: A Vision of the Human Future in Space, jež americký deník The New York Times označil za významné dílo roku 1995. Rovněž napsal předmluvu k veleúspěšné knize Stephena Hawkinga Stručná historie času. Byl známý jako popularizátor vědy, pro svou snahu o vědeckou osvětu mezi veřejností, a jako zastánce vědeckého skepticismu a odpůrce pseudovědy. K desátému výročí Saganova úmrtí připomenul David Morisson, bývalý Saganův student, v časopise Skeptical Inquirer Saganův „přínos k planetologii, veřejné vědecké osvětě a skeptického hnutí“.
V lednu 1991 vyslovil domněnku, že kouř z ropných vrtů zapálených v Kuvajtu během války v Perském zálivu se dostane „tak vysoko, že může dojít k narušení zemědělství v celé jižní Asii…“ Později v knize The Demon-Haunted World přiznal, že se mýlil: „v poledne bylo naprostá tma, teploty v Perském zálivu klesly na 4–6 °C, nicméně do stratosféry se tolik kouře nedostalo a Asie zůstala ušetřena.“ Jedna studie z roku 2007 zmínila výpočetní modely ropných požárů v Kuvajtu ukazující, že zatímco kouř z izolovaných požárů do stratosféry vystoupat nemůže, kouř z rozlehlých lesních požárů nebo hořících měst v případě jaderného útoku by do statosféry vystoupal.
V pozdějších letech Sagan zastával systematické hledání vesmírných těles, které by se mohly srazit se Zemí. Když padl návrh na vytvoření silných jaderných bomb, jimiž by se dalo blížící se vesmírné těleso odvrátit, Sagan uvedl pojem dilema deflexe: získáme-li schopnost odvrátit asteroid od Země, získáme rovněž schopnost nasměrovat asteroid k Zemi — nejdokonalejší zbraň hromadného ničení.

### Miliony milionů
Díky seriálu Cosmos a vystoupení v talk show The Tonight Show Starring Johnny Carson začal být Sagan spojován s výrazem „miliony milionů“, z anglického „bilions and billions“ (doslova „miliardy a miliardy“). Sagan poznamenal, že v seriálu Cosmos výraz přesně v této podobě nikdy nepoužil.
Časté užívání slova billions, se specifickou výslovností a přízvukem na „b“ (za účelem zdůraznění rozdílu mezi miliony – millions a miliardami – billions) bylo terčem vtipů komiků Johnnyho Carsona, Gary Kroegera, Mika Myerse, Bronsona Pinchota, Penna Jilletta, Harryho Shearera a dalších. Frank Zappa zakomponoval slavnou frázi do textu písničky „Be In My Video“. Sagan tyto narážky bral s humorem, a jeho poslední kniha, kterou nazval „Miliony milionů“, obsahuje humorně laděnou pasáž věnovanou této frázi, kde Sagan zmiňuje, že Carson je sám amatérským astronomem a jeho karikatura v sobě nese vědecké prvky.
Způsob, jakým Sagan popisoval vesmírná měřítka, vstoupil do povědomí veřejnosti, kde vzbuzoval úžas nad obrovitostí všeho prostoru a času. Příkladem je fráze „celkový počet hvězd ve vesmíru je větší než počet zrnek písku na všech plážích planety Země“. Tuto známou frázi si obecenstvo vykládalo nesprávně — autor chtěl ukázat, že svět se nachází ve „zlomovém bodě“, tak jak bylo řečeno v osmé části seriálu Cosmos: Cesta do neznáma:
Ve Vesmíru je bezpočet světů, stejně jako je bezpočet zrníček písku na všech plážích na Zemi. Každý z těch světů je stejně skutečný jako ten náš. Na každém z nich dochází k řetězci událostí, příhod, náhod, které ovlivňují jeho budoucnost. Bezpočet světů, nesčetné okamžiky, nezměrnost vesmíru a času. A my na naší malé planetě, v tomto okamžiku a právě zde, čelíme kritickému zlomu v historii. To, co s naším světem v tomto okamžiku podnikneme, se bude dál šířit stoletími a zásadním způsobem ovlivní osud našich potomků. Je v naší moci zničit naší civilizaci a možná i náš druh.

### Saganova jednotka
Na jeho poctu byla zavedena humorná jednotka sagan, jejíž hodnota vychází z anglického originálu billions and billions, doslova „miliardy a miliardy“. Nejmenší takto označitelně číslo je dvě a dvě miliardy, čili minimální velikost saganu je čtyři miliardy. V Mléčné dráze je celkem 50 až 100 saganů hvězd (200 000 000 000 až 400 000 000 000).

## Obavy o budoucnost společnosti
Sagan věřil, že Drakeova rovnice po dosazení rozumných hodnot poukazuje na vznik velkého množství mimozemských civilizací, ale absence důkazů existence takových civilizací (tak jak vyjadřuje Fermiho paradox) naznačuje, že technologické civilizace mají tendenci relativně rychlé sebezáhuby. To podnítilo Saganův zájem o identifikaci a publikování způsobů, jakými by lidstvo mohlo zničit samo sebe, věříc, že takový osud se lidstvu vyhne a že se nakonec staneme vesmírnými cestovateli. Saganovy obavy týkající se destrukce lidské civilizace tzv. jaderným holokaustem byly vyjádřeny v památné scéně závěrečné části seriálu Cosmos. V té době Sagan na protest proti válce ve Vietnamu opustil pozici vědeckého poradce amerického vojenského letectva a dobrovolně se vzdal oprávnění k přístupu k tajným informacím nejvyšší úrovně (tzv. top-secret security clearance). Po sňatku se svou třetí ženou (spisovatelkou Ann Druyanovou) v červnu 1981 se Sagan začal více angažovat v politice, především jako oponent závodů v jaderném zbrojení za prezidenta Reagana.
V březnu 1983 Reagan oznámil Strategickou obrannou iniciativu — projekt o hodnotě několika miliard dolarů s cílem vytvořit systém protiraketové obrany proti jaderným zbraním, který záhy dostal přezdívku „hvězdné války“ podle slavné sci-fi. Sagan se vyjadřoval proti tomuto projektu, který byl podle jeho názoru na požadované úrovni technicky nerealizovatelný a nesrovnatelně dražší než nepřátelská protiopatření jako například návnady. Také namítal, že realizace tohoto projektu by narušila rovnováhu jaderných mocností USA a Sovětského svazu, což by znemožnilo postup k úplnému jadernému odzbrojení.
Když Reaganova vláda odmítla ruské moratorium na jaderné zkoušky vyhlášené Michailem Gorbačovem, které počalo dnem 6. srpna 1985 — 40. výročí svržení jaderných bomb na Hirošimu a Nagasaki — zvedla se v USA vlna protestů mírových aktivistů a odpůrců jaderných zbraní. Během těchto protestů konajících se na území vojenského prostoru Nevada Test Site od velikonoční neděle roku 1986 až do roku 1987 byly zatčeny stovky lidí včetně Sagana, zatčeného při dvou příležitostech, když se snažil přelézt oplocení vojenského prostoru.

## Osobní život a postoje
Sagan byl třikrát ženatý: v roce 1957 si vzal přírodovědkyni Lynn Margulisovou, matku Doriona Sagana a Jeremyho Sagana; v roce 1968 umělkyni Lindu Salzmanovou, matku Nicka Sagana; a v roce 1981 spisovatelku Ann Druyanovou, matku Alexandry Rachel Saganové a Samuela Democrita Sagana. V manželství s Druyanovou zůstal až do své smrti v roce 1996.
Isaac Asimov popsal Sagana jako jednoho ze dvou lidí, se kterými se v životě setkal, jejichž intelekt předčil jeho vlastní. Tou druhou osobou byl informatik a odborník na umělou inteligenci Marvin Minsky.
Sagan často psal o náboženství a o vztahu mezi náboženstvím a vědou zastávaje skeptický postoj vůči konvenčnímu pojetí humanoidního Boha. Například:
Někteří lidé si myslí, že Bůh je bílý muž abnormálního vzrůstu s bílým plnovousem, který sedí na trůnu v oblacích a zachraňuje padající vrabce. Jiní — například Baruch Spinoza a Albert Einstein — považovali Boha za součet všech fyzikálních zákonů, jež popisují vesmír. Není mi znám žádný přesvědčivý důkaz existence antropomorfních patriarchů řídících lidský osud z nebeských výšin, ale popírat fyzikální zákony by bylo bláznovství.
Sagan však sám sebe za ateistu nepovažoval: „Ateista musí vědět podstatně víc než já.“ Na dotaz ohledně víry odpověděl v roce 1996: „já jsem agnostik.“ Sagan zastával názor, že teorii Boha jako Stvořitele vesmíru je obtížné dokázat nebo vyvrátit a že jediné, co by ji ohrozilo, by byl objev nekonečně starého vesmíru.
Ann Druyanová v roce 2006 sepsala ve formě knihy Saganův příspěvek do Giffordových přednášek ve skotském Glasgow z roku 1985. Knihu nazvala Druhy vědecké zkušenosti: osobní pohled na hledání Boha a vesmírné inteligence, a Sagan se v ní zaobírá názory na božství ve světě řízeném přírodními zákony.

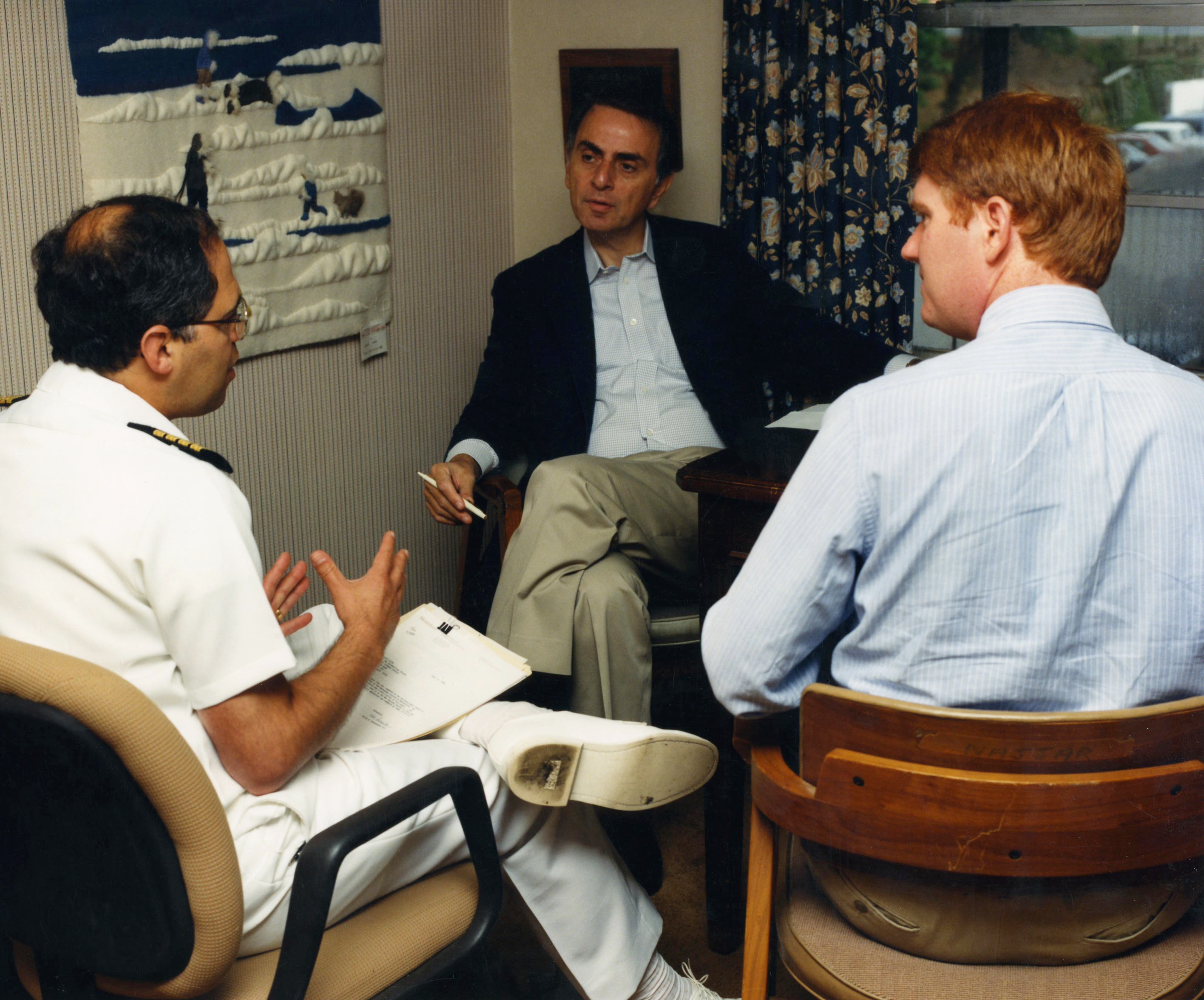
Carl Sagan (v pozadí) hovoří se zaměstnanci zdravotní organizace CDC (rok 1988).

Sagan byl rovněž považován za myslitele a skeptika; jeden z jeho nejslavnějších výroků pochází z pořadu Cosmos: „odvážná tvrzení žádají odvážná fakta“. Zde Sagan čerpal z výroku Marcella Truzzi, jednoho ze zakladatelů Committee for the Scientific Investigation of Claims of the Paranormal, nevládní skeptické organizace: „odvážná tvrzení žádají odvážný důkaz“. Původní myšlenka pochází od Pierre-Simone Laplace (1749–1827), francouzského matematika a astronoma, který řekl „síla důkazu neobvyklého tvrzení musí být úměrná podivnosti tohoto tvrzení“
Saganovi bývá občas připisována víra v reinkarnaci, nicméně v ni nevěřil, pouze uznával, že k ní existují alespoň nějaké (i když dle jeho slov pochybné) důkazy (pravděpodobně výzkumy Iana Stevensona), a zasluhuje si tedy minimálně důkladný výzkum, protože by mohlo jít o realitu. Tento názor se objevil v knize The Demon-Haunted World.
V pozdějších letech se Sagan ve svém díle věnuje skeptickému a naturalistickému pohledu na svět. V knize The Demon-Haunted World předkládá nástroje pro testování a odhalování chybných či falešných hypotéz a zastává se kritického myšlení a vědecké metody. Sbírka Miliony milionů vydaná posmrtně v roce 1997 obsahuje Saganovy eseje na různá témata, například jeho názor na potrat, a jeho portrét jako skeptika, agnostika a volnomyšlenkáře, sepsaný vdovou Ann Druyanovou.
Sagan upozorňoval na lidský sklon k antropocentrismu. Na Cornellově univerzitě byl poradcem studentské organizace pro etické zacházení se zvířaty (Cornell Students for the Ethical Treatment of Animals). V seriálu a knize Cosmos Sagan uvedl: „Pokud na Marsu existuje život, pak věřím tomu, že bychom ho žádným způsobem neměli rušit. Pak patří Mars Marťanům, i kdyby to byli jen mikrobi.“
Sagan byl uživatelem a zastáncem marihuany. Pod pseudonymem „Pan X“ napsal o kouření kanabis esej pro knihu Marihuana Reconsidered. Tato esej popisuje, jak kouření marihuany poskytlo Saganovi tvůrčí inspiraci a prohloubilo jeho smyslové i intelektuální zážitky. Saganův přítel Lester Grinspoon tuto informaci po Saganově smrti odhalil Saganovu biografovi, Keay Davidsonovi. Vydání biografie Carl Sagan: A Life v roce 1999 tak odhalilo tento aspekt Saganova života veřejnosti.
Programátoři firmy Apple dali v roce 1994 počítači Power Macintosh 7100 přezdívku „Carl Sagan“ v naději, že Apple vydělá „miliony milionů“ z tržeb PowerMacu 7100. Přestože šlo pouze o interní označení, Sagan se obával, že by mohlo být zneužito jako oficiální vyjádření podpory, a napsal Applu dopis s žádostí o ukončení užívání jeho jména. Apple mu vyhověl a programátoři v pomstě změnili interní název na „BHA“, z anglického „Butt-Head Astronomer“ — „natvrdlý astronom“. Sagan zažaloval Apple pro difamaci (urážku na cti) u amerického federálního soudu. Soud rozhodl ve prospěch Applu a dále uvedl v obiter dictum, že osoba vědomá kontextu by pochopila, že Apple zamýšlel „pomstu ve zjevně humorném a satirickém stylu“, a že „jen velmi obtížně lze usoudit, že by obžalovaný zamýšlel kritizovat reputaci nebo kompetenci osoby žalobce jako astronoma. Použití výrazu 'natvrdlý' nelze chápat jako vážné napadení vědecké expertizy.“ Sagan podal novou žalobu za původní užití jeho jména, ale opět prohrál. Proti tomuto rozhodnutí se odvolal. V listopadu 1995 došlo k mimosoudnímu vyrovnání a oddělení obchodních známek a patentů firmy Apple (Office of Trademark and Patents) vydalo prohlášení na usmíření: „Apple měl vždy k doktoru Saganovi respekt. Apple nikdy nechtěl úmyslně způsobit doktoru Saganovi nebo jeho rodině potíže či starosti.“

## Sagan a UFO
Sagan se zajímal o UFO alespoň od roku 1964, kdy měl na toto téma několik hovorů s Jacquesem Vallee. Zůstával skeptický k neobvyklým vysvětlením fenoménu UFO, ale byl toho názoru, že věda by měla UFO studovat už jenom proto, že svědectví spatření neidentifikovaných objektů se setkávají s velkým zájmem veřejnosti.
Stuart Appelle uvedl, že Sagan „často psal o tom, co sám považoval za logické a empirické nedostatky v hlášeních o spatření či únosu UFO. Sagan odmítal vysvětlení UFO jako setkání s mimozemskými civilizacemi, ale věřil, že vyšetřování jednotlivých případů svědectví je pedagogicky i empiricky prospěšné, a tudíž UFO je fenomén vhodný studia.“
V roce 1966 se Sagan stal členem komise sestavené za účelem přezkoumání projektu Blue Book (Modrá kniha) amerického letectva, jehož účelem bylo vyšetřování hlášení UFO. Komise shledala Blue Book nedostatečně vědeckým a doporučila nový projekt pod akademickou záštitou, který by fenomén UFO podrobil přísnějšímu vědeckému zkoumání. Výsledkem byla nová komise nazvaná Condon Committee (1966–1968) vedená fyzikem Edwardem Condonem, která došla k závěru, že ať už jsou pozorované objekty UFO cokoliv, jejich aktivita nevykazuje znaky ohrožení národní bezpečnosti.
Ron Westrum napsal, že „vrcholem Saganova působení v oblasti UFO bylo sympozium Americké asociace pro rozvoj vědy (AAAS) v roce 1969. Účastníci představili široké spektrum názorů na dané téma, mezi nimi zastánci James McDonald a J. Allen Hynek spolu s astronomy a skeptiky Williamem Hartmannem a Donaldem Menzelem. Obě strany byly zastoupeny ve vyváženém poměru. Sympozium se konalo navzdory výhradám Edwarda Condona právě díky Saganovi.“ Spolu s fyzikem Thorntonem Pagem Sagan zpracoval přednášky a debaty z tohoto sympozia; zápisky byly vydány v roce 1972 pod názvem UFOs: A Scientific Debate. Fenoménu UFO se Sagan věnoval ve svých knihách (a v jedné epizodě seriálu Cosmos) a přisuzoval mu náboženský podtext.
Svůj názor na mezihvězdný let vyjádřil v seriálu Cosmos. V jedné ze svých posledních prací Sagan zmínil, že pravděpodobnost návštěvy Země mimozemskou vesmírnou lodí je nicotná. Stejně tak se zabýval myšlenkou, že obavy ze studené války byly jednou z příčin klamání veřejnosti ohledně UFO: „některé zprávy, analýzy a rozáhlé složky ohledně UFO byly skryty před veřejností, která platí všechny účty … Je na čase aby tyto dokumenty byly odtajněny a zpřístupněny veřejnosti.“ Varoval před unáhlenými závěry ohledně utajovaných dokumentů a zdůrazňoval, že neexistuje podstatný důkaz, že by mimozemšťané navštěvovali Zemi v současnosti nebo minulosti.

## Smrt

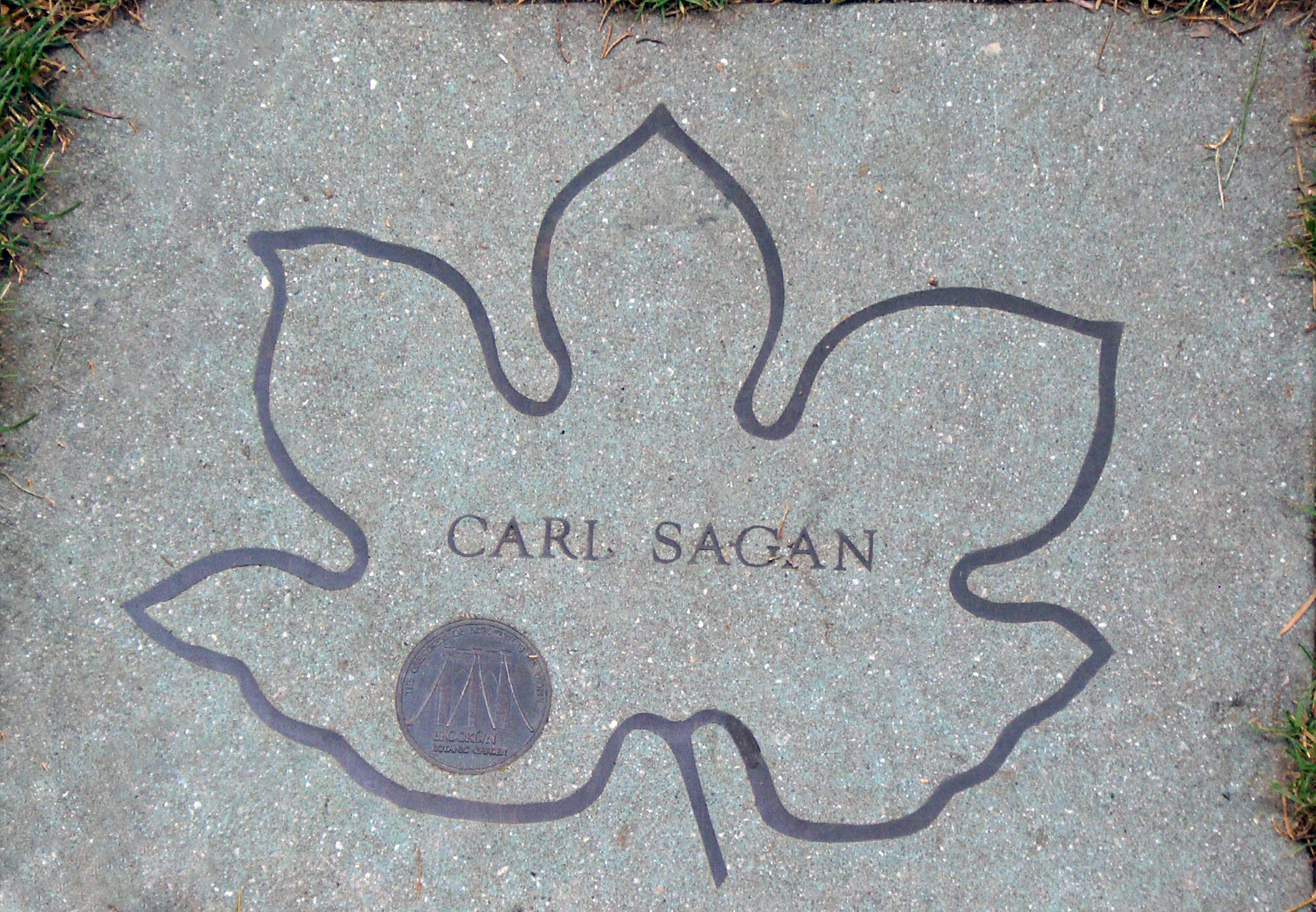
Pamětní kámen věnovaný Carlu Saganovi na Celebrity Path (stezka celebrit) Brooklynské botanické zahrady.

Po dlouhém a náročném boji s myelodysplasií, při kterém dostal tři transplantace kostní dřeně, Sagan zemřel 20. prosince 1996 ve věku 62 let na zápal plic v centru pro výzkum rakoviny Fred Hutchinson Cancer Research Center v Seattlu ve státě Washington. Je pochovaný na hřbitově Lakeview Cemetery v Ithaca ve státě New York.

## Posmrtné uznání
Film Kontakt na motivy Saganova stejnojmenného románu byl dokončen po Saganově smrti a obsahuje věnování „Carlovi“.
V roce 1997 byla otevřena stezka Sagan Planet Walk v Ithace ve státě New York. Jde o model sluneční soustavy v měřítku určeném k procházení, který sahá do vzdálenosti 1,2 km z centra města až k místnímu interaktivnímu muzeu. Tato expozice byla vytvořena na památku Carla Sagana, který v Ithaca žil a učil na místní Cornellově univerzitě. Profesor Sagan byl zakládajícím členem rady tohoto muzea.
Místo přistání planetární sondy Mars Pathfinder bylo 5. července 1997 přejmenováno na Carl Sagan Memorial Station (Pamětní stanoviště).
Saganův syn Nick Sagan napsal několik epizod k seriálu Star Trek: Enterprise. V části nazvané Terra Prime lze v krátkém záběru spatřit vozítko Sojourner poblíž fiktivní pamětní desky na Carl Sagan Memorial Station. Deska nese Saganův citát: „Ať jste na Marsu z jakéhokoliv důvodu, moc mě těší, že tu jste; rád bych tu byl s vámi.“ Saganův student Steve Squyres byl vedoucím týmu, který zajistil úspěšné přistání vozítek Spirit a Opportunity na Marsu v roce 2004.
Na Saganovu počest byl pojmenován asteroid 2709 Sagan.
9. listopadu 2001, kdy by Sagan slavil 67. narozeniny, otevřelo výzkumné středisko NASA Ames Research Center centrum pro výzkum kosmického života, Carl Sagan Center for the Study of Life in the Cosmos. „Carl byl výjimečný vizionář a nyní máme možnost zachovat jeho dědictví a rozvíjet ho ve výzkumné a vzdělávací laboratoři jednadvacátého století, která je zavázána rozšiřovat naše poznání vesmíru a podporovat kosmický průzkum,“ prohlásil tehdejší ředitel NASA Daniel Goldin. Otevření tohoto centra 22. října 2006 se účastnila i Ann Druyanová.
Po Saganovi byla pojmenována alespoň tři ocenění:
- Cena Carl Sagan Memorial Award udělovaná od roku 1997 spolky American Astronautical Society (AAS) a Planetary Society,
- Medaile Carl Sagan Medal for Excellence in Public Communication in Planetary Science udělovaná od roku 1998 divizí planetárních věd organizace American Astronomical Society's (AAS/DPS) aktivním badatelům planetologie za vynikající osvětu směrem k široké veřejnosti — Carl Sagan byl jedním z původních členů komise AAS/DPS, a
- Cena Carl Sagan Award for Public Understanding of Science udělovaná organizací Council of Scientific Society Presidents — Sagan se v roce 1993 stal prvním nositelem tohoto ocenění.[56]

Medaile Carl Sagan Medal byla v roce 2006 udělena astrobiologovi Davidu Grinspoonovi, synovi Saganova přítele Lestera Grinspoona.
Americký hudebník Benn Jordan, známý též pod pseudonymem Flashbulb (Žárovka), vydal v roce 2008 album na poctu Carlu Saganovi nazvané Pale Blue Dot: A Tribute to Carl Sagan.
K Saganovým 75. narozeninám, 7. listopadu 2009, se konala akce nazvaná „Den Carla Sagana“.
V únoru 2015 finská symphonic metalová kapela Nightwish složila píseň Sagan. Tato píseň bude vydána jako bonusová a nebude obsažena na novém albu. Píseň je napsaná textařem a klávesistou kapely Tuomasem Holopainenem a je to píseň k poctě života a pozdního díla Carla Sagana

## Ocenění a řády

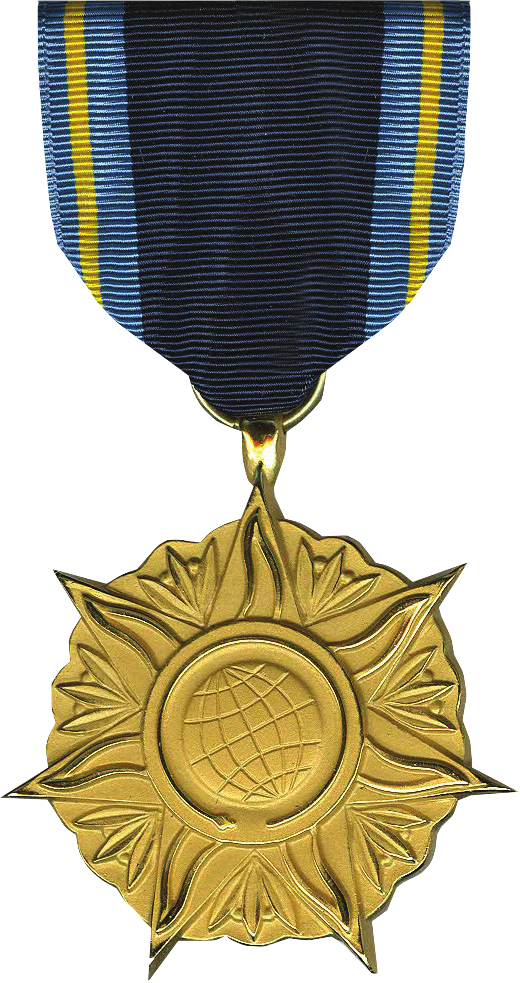
Medaile NASA za vynikající veřejnou službu

- Annual Award for Television Excellence – 1981 – Ohio State University – seriál Cosmos televize PBS
- Apollo Achievement Award – NASA
- Medaile za vynikající veřejnou službu – NASA
- Emmy – vynikající výkon – 1981 – seriál Cosmos
- Emmy – nejlepší dokumentární seriál – 1981 – seriál Cosmos
- Medaile za výjimečné vědecké výsledky – NASA
- Helen Caldicott Leadership Award – Women's Action for Nuclear Disarmament
- Cena Hugo – 1981 – seriál Cosmos
- Humanist of the Year – 1981 – American Humanist Association
- In Praise of Reason Award – 1987 – Committee for the Scientific Investigation of Claims of the Paranormal
- Isaac Asimov Award – 1994 – Committee for the Scientific Investigation of Claims of the Paranormal
- John F. Kennedy Astronautics Award – American Astronautical Society
- John W. Campbell Memorial Award – 1974 – Cosmic Connection: An Extraterrestrial Perspective
- Joseph Priestley Award – „Za vynikající příspěvek k blahu lidstva“
- Klumpke–Roberts Award – 1974 – Astronomical Society of the Pacific
- Konstantin Tsiolkovsky Medal – Sovětský spolek kosmonautů
- Locus Award – 1986 – kniha Kontakt
- Lowell Thomas Award – Explorers Club – 75. výročí
- Masursky Award – American Astronomical Society
- Miller Research Fellowship – Miller Institute (1960–1962)
- Oersted Medal – 1990 – American Association of Physics Teachers
- Peabody Award – 1980 – seriál Cosmos
- Prix Galbert – Mezinárodní kosmonautické ocenění
- Public Welfare Medal – 1994 – Národní akademie věd USA
- Pulitzerova cena v obecné kategorii – 1978 – Draci z ráje
- SF Chronicle Award – 1998 – Contact
- 5. června 2005 zvolen „99. největším Američanem“ v rámci pořadu Greatest American televize Discovery Channel

## Publikace
- Planets (v rámci cyklu LIFE Science Library), Carl Sagan, Jonathon Norton Leonard a editoři vydavatelství Life, Time, Inc., 1966
- Intelligent Life in the Universe, I.S. Shklovskii spoluautor, Random House, 1966, 509 stran
- UFO's: A Scientific Debate, Thornton Page spoluautor, Cornell University Press, 1972, 310 stran
- Communication with Extraterrestrial Intelligence, MIT Press, 1973, 428 stran
- Mars and the Mind of Man, Carl Sagan, et al., Harper & Row, 1973, 143 stran
- Cosmic Connection: An Extraterrestrial Perspective, Jerome Agel coauthor, Anchor Press, 1973, ISBN 0-521-78303-8, 301 stran
- Other Worlds. Bantam Books, 1975
- Murmurs of Earth: The Voyager Interstellar Record, Carl Sagan et al., Random House, ISBN 0-394-41047-5, 1978
- Draci z ráje : úvahy o vývoji lidské inteligence, Eminent Praha, 2000, ISBN 80-7281-026-X, 167 stran
- Broca's Brain: Reflections on the Romance of Science. Ballantine Books, 1979, ISBN 0-345-33689-5, 416 stran
- Kosmos. Eminent Praha, 1996. ISBN 80-85876-25-6, 368 stran
- The Cold and the Dark: The World after Nuclear War, Carl Sagan et al., Sidgwick & Jackson, 1985
- Komety: tajemní poslové z hvězd, Ann Druyan spoluautor, Eminent Praha, 1998, ISBN 80-85876-44-2, 319 stran
- Kontakt. Eminent Praha, 368 stran
- A Path Where No Man Thought: Nuclear Winter and the End of the Arms Race, Richard Turco spoluautor, Random House, 1990, ISBN 0-394-58307-8, 499 stran
- Stíny zapomenutých předků, Ann Druyan spoluautor, Eminent Praha, 1998, ISBN 80-85876-91-4, 528 stran
- Pale Blue Dot: A Vision of the Human Future in Space, Random House, 1994, ISBN 0-679-43841-6, 429 stran
- The Demon-Haunted World: Science as a Candle in the Dark, Ballantine Books, 1996, ISBN 0-345-40946-9, 480 stran
- Testament: miliony milionů: myšlenky o životě a smrti na přelomu tisíciletí, Ann Druyan spoluautor, Eminent Praha, 2001, ISBN 80-7281-083-9, 183 stran
- Druhy vědecké zkušenosti: osobní pohled na hledání Boha a vesmírné inteligence, Carl Sagan (autor) & Ann Druyan (editor), Práh Praha, 2008, ISBN 978-80-7252-240-8, 223 stran